# Simian Mobile Disco
Simian Mobile Disco er en engelsk DJ/producer-duo.
Simian Mobile Disco er dannet af resterne af electro-rockbandet Simian i 2005, og mændene bag er James Anthony Shaw og James Ellis Ford. Sidstnævnte er bl.a. kendt for sit samarbejde med Klaxons og Arctic Monkeys.
Simian Mobile Disco er desuden kendt for deres remix af andre kunstnere som fx Muse, Klaxons og Air.